# Monte Kriváň
Il Monte Kriváň () è una cima degli Alti Tatra in Slovacchia, che domina la parte superiore dell'antica contea di Liptov. Molteplici sondaggi fra gli amanti della natura hanno riconosciuto questo picco come il più bello della nazione. Facilmente accessibile grazie a dei sentieri, mostra un panorama eccezionale dalla sua sommità sulla zona occidentale degli Alti Tatra. Il Kriváň è stato anche uno dei simboli più utilizzati dall'etnia slovacca e dall'attivismo nazionale negli ultimi due secoli. È presente in opere d'arte sin dal XIX secolo, in letteratura, pittura e documentari e perfino in una canzone rock (Krywaniu, Krywaniu del gruppo polacco Skaldowie). Un referendum popolare del 2005 lo ha scelto per essere una delle immagini delle monete euro slovacche.

## Nome
Il nome Kriváň, che venne menzionato per la prima volta su un documento del 1639 in cui però esso veniva trascritto come Kriwan, deriva dalla radice kriv- che significa "piegato" o "storto". Esso riflette l'aspetto della sua forma ad angolo visto dal versante ovest e sud, definita nel documento dal 1639 come una "coda di bue" (bubula cauda nell'originale latino).
Il nome in slovacco viene utilizzato in altre lingue tra cui il polacco, piuttosto che la sua versione polacchizzata (Krzywań), tranne che nella regione del Podhale nelle immediate vicinanze dei Tatra.
Due picchi adiacenti nella vicina catena dei Malá Fatra portano lo stesso nome, e così pure il villaggio di Kriváň nel sud della Slovacchia.

## Elevazione
Basandosi sulla semplice osservazione visiva, il Kriváň poteva essere considerata la montagna più alta degli Alti Tatra ma nel 1973 il Lomnický štít, che domina la veduta da est,è stata correttamente identificata come la cima più elevata delle due (ma a torto come la vetta più alta della catena montuosa, un errore corretto da Ludwig Greiner nel 1837):
[Kriváň] è generalmente considerato il più alto di tutte le Alpi nella catena dei Carpazi, ma questa opinione non è fondata su nessuna misurazione.

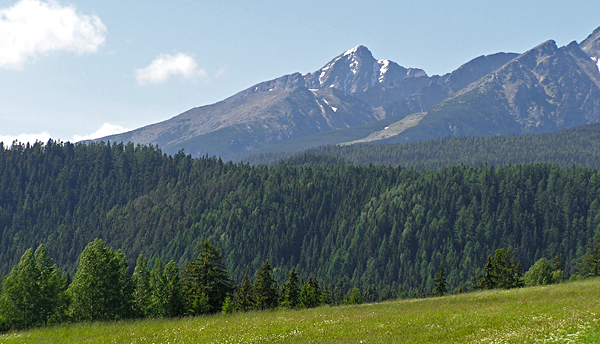
"Il tempo era bellissimo, e il Krivan, dopo aver preso nella notte un cappuccio di neve, sembrava sublime..."
R. Townson, 1793

Le relative elevazioni delle due montagne furono determinate dal medico scozzese Robert Townson, che salì sui due picchi nel mese di agosto 1793 registrando anche un primo commento sull'estetica del Kriváň:
Il tempo era bellissimo, e il Krivan, dopo aver preso nella notte un cappuccio di neve, sembrava sublime.[...] 1.888 iarde sopra il paese di Vasetz [Važec]; il Krivan è quindi qualcosa di inferiore al picco Lomnitz [ Lomnický štít].
L'esatta elevazione del Kriváň è attualmente riconosciuta come 2494,7 m
Si crede che il Kriváň abbia la maggiore declinazione (altezza relativa) di tutti i Tatra, con un dislivello dal fondo della Valle Koprova o da Tri Studnički di circa 1400 metri.

## Ascensioni

### Prima del 1800
Ci sono cronache di esplorazioni di minatori sul massiccio Kriváň nella prima metà del XV secolo. La loro presenza crebbe durante la corsa all'oro del XVI secolo. Sebbene potrebbero non essere stati i primi a farlo, è probabile che alcuni dei minatori raggiunsero la cima del Kriváň - resti delle loro baracche sono sopravvissute sotto al crinale Priehyba a un'altezza di circa 2000 metri attraverso il presente, è il più alto, abbandonato da tempo, pozzo Terézia, appena 60 m sotto la cima. Lo sfruttamento commerciale dei giacimenti scoperti a scarsi del Kriváň si dimostrarono essere poco redditizi e furono abbandonati nel XVIII secolo.
Il medico scozzese Townson, salito nel 1793, fornì alcune prove del fatto che il Kriváň era già riconosciuto come meta per turisti occasionali nella seconda metà del XVIII secolo. La sua guida da Važec era stata in cima già diverse volte e Townson la vide raccogliere monete di piccolo taglio da sotto una pietra in cima alla montagna dove gli escursionisti le lasciavano come portafortuna. La prima salita registrata del Kriváň fu del pastore luterano Andreas Jonas Czirbes da Spišská Nová Ves il 4 agosto 1773

### Escursioni Nazionali

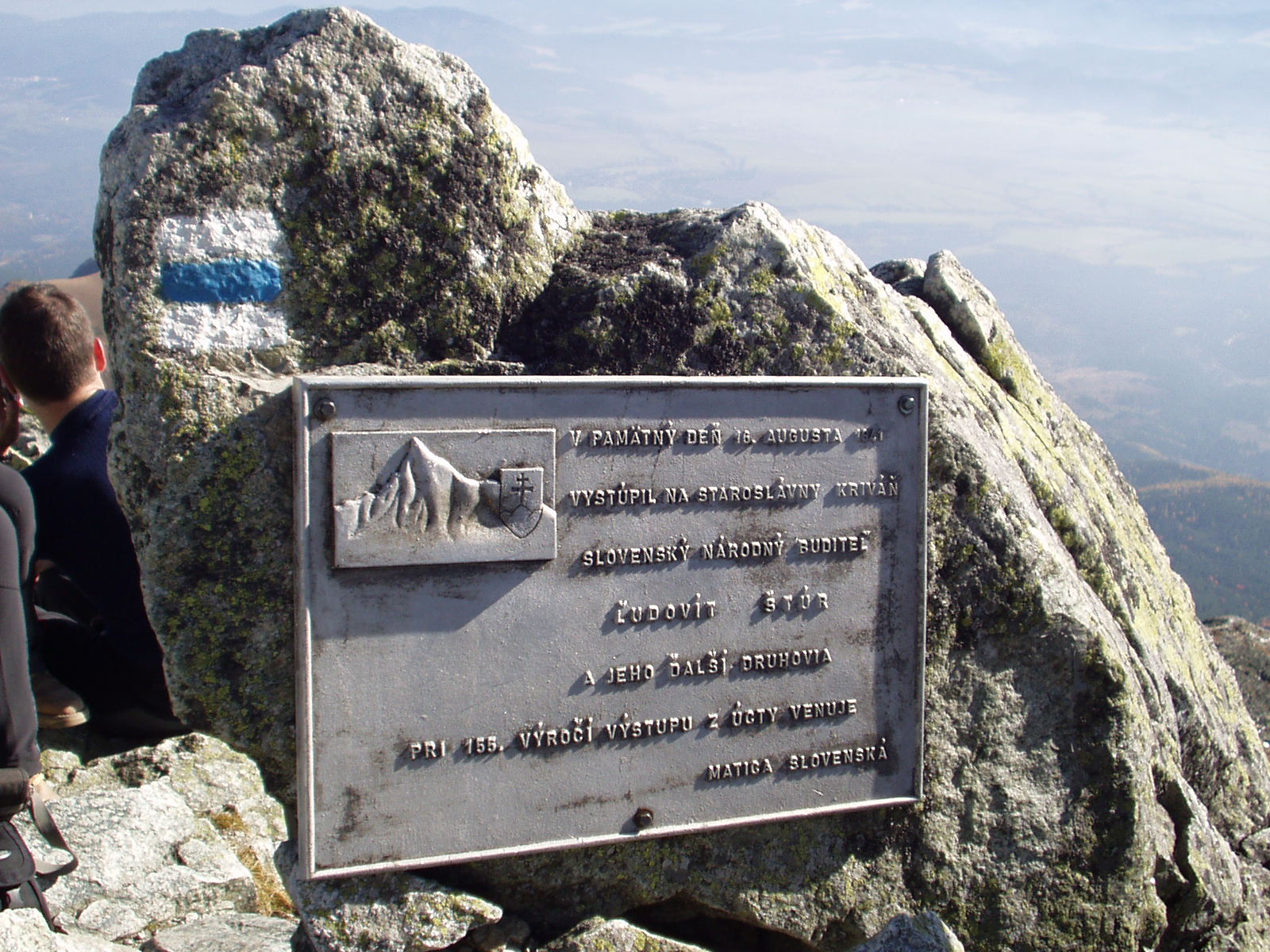
Una lapide in memoria della salita del 1841
Un segnavia di colore blu utilizzato nel Tatra

Un'escursione simile, senza Štúr, ebbe luogo l'anno successivo, e poi sporadicamente in seguito. I loro organizzatori le chiamavano "escursioni nazionali" con sempre maggiore frequenza.
Esse erano organizzate come appuntamento annuale di fine agosto dalle autorità a Poprad nel 1955 per commemorare l'anniversario della sollevazione del 1944
La partecipazione raggiunse le 480 persone nel 1981. Esse continuano con una più ampia partecipazione nazionale fino al presente. L'Ascesa Nazionale del Kriváň (Národný navýstup na Kriváň) è un evento annuale di due giorni, organizzato dal Tourist Club slovacco e dalla Matica slovenská (un'istituzione nazionale culturale e scientifica), che si tiene il terzo fine settimana di agosto a Vysoké Tatry e Liptovský Mikuláš. Il numero delle persone autorizzate a salire la cima in ciascuno dei due giorni di eventi è limitato a 300.

## Accesso
I tre sentieri segnalati per accedere al Kriváň partono da luoghi diversi, ma tutti convergono a un'altezza di circa 2.145 m per il tratto finale di 350 metri di ripida salita alla vetta rocciosa - l'unico segmento in cui entrambe le mani possono essere necessarie per mantenere l'equilibrio in alcuni punti.

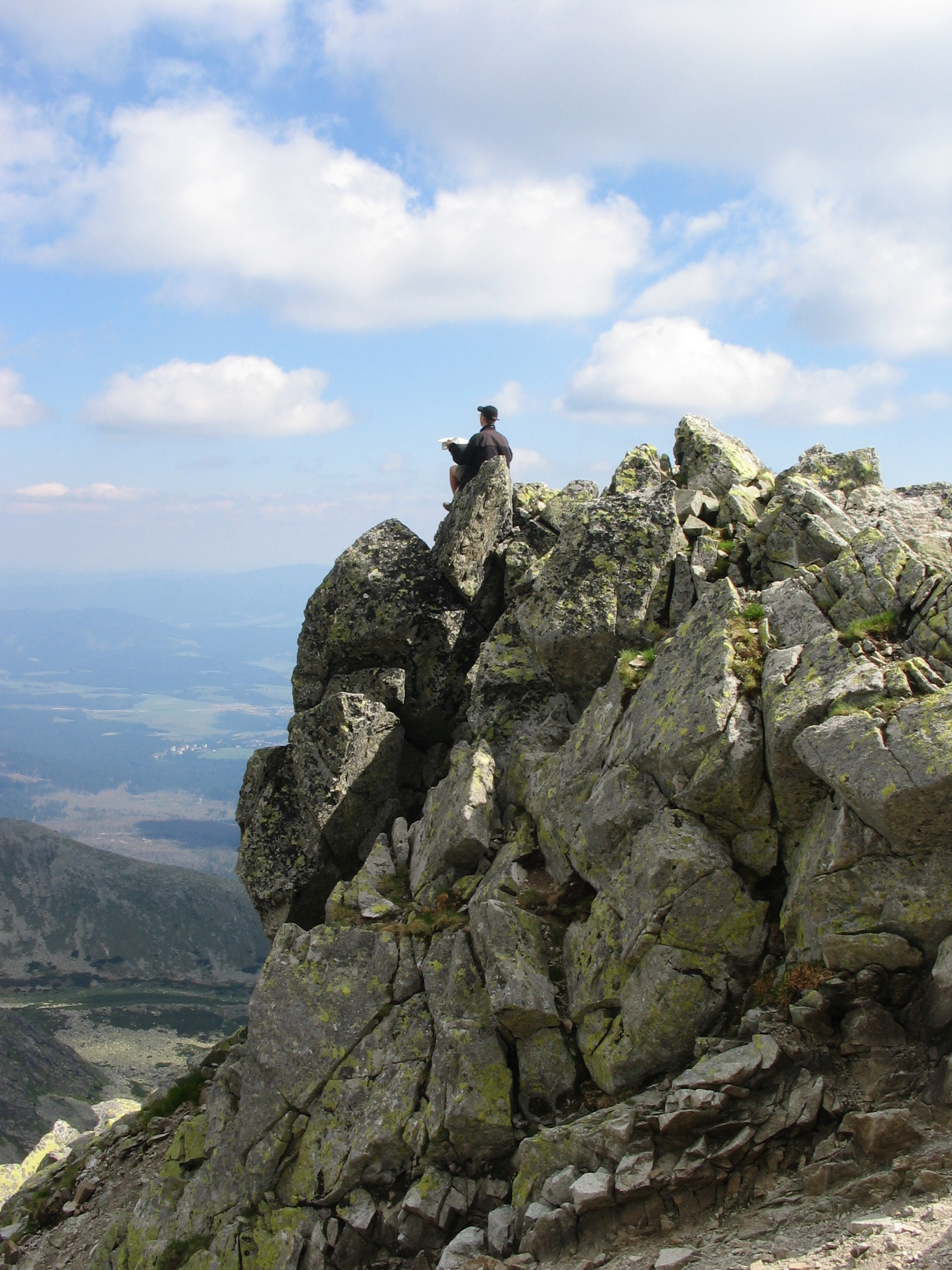
Crinale sotto la cima

- Il trailhead del sentiero contrassegnato di  blu  è sulla strada tra Štrbské Pleso e Pribylina, il colore rimane lo stesso fino alla cima; a elevazione di 1.300 m.
- Il trailhead del sentiero contrassegnato di  verde  è sulla stessa strada più vicina a Pribylina a Tri Studničky, dove il sentiero  verde  si collega al sentiero  blu  sotto la cima; a una elevazione di 1.360 m.
- L'escursionista parte da Štrbské Pleso seguendo il sentiero contrassegnato di  rosso  verso Podbanske fino alla sua intersezione con il sentiero blue a Pleso Jamské da dove prende a seguire il sentiero  blu  fino alla cima a una elevazionedi 1.150 m[9].

La strada storica costruita dai minatori per cavalli e carri carichi di minerale veniva in passato utilizzata dagli escursionisti è tra i sentieri verdi e blu e si collega con il sentiero  verde  al di sopra della vegetazione arborea sotto il crinale Priehyba La strada non è segnata e la gestione del Parco Nazionale dei Tatra l'ha stabilita come zona off-limits. È in parte oscurata da arbusti di pini mughi ad altitudini più elevate.
Il Kriváň è stata favorito da quelli che apprezzano il suo fascino estetico e storico, così come da coloro che cercano una vista dall'alto. Sondaggi fatti tra degli amanti della natura in generale, così come degli intenditori l'hanno sempre ritenuto la più bella montagna della Slovacchia.
La vista a 360 gradi dalla cima è tra le migliori in Slovacchia con il paesaggio che va dalle valli popolate dell'alto Liptov e Spiš, e parti lontane del Podhale, per gli aspri strapiombi della sua parete nord, ai picchi di rilievo dei Tatra compresa il Gerlachovský štít sopra Zakopane, Rysy, Lomnický štít e Gerlach, la vetta più alta dei Carpazi.
Il panorama è incorniciato dai Tatra Occidentali e dai Bassi Tatra, e dalle altre catene montuose se si gode di buona visibilità

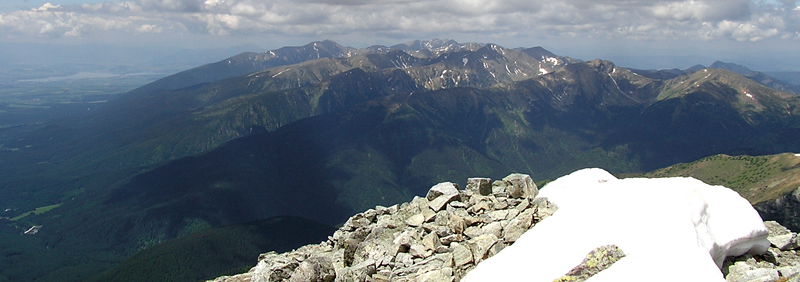
Vista dei Tatra occidentali, dalla vetta del Kriváň

## Il monte Kriváň nella cultura

### Primo sviluppo
La montagna è menzionata da Nikolaj Gogol' come la dimora di due fratelli Cosacchi, Ivan e Petro, nel suo racconto Una terrible vendetta, scritto nel 1832.
Dopo che lo Zeman pubblicò un resoconto della sua salita sul Kriváň nel 1835 sulla rivista letteraria Hronka nel 1837, il suo caporedattore Karol Kuzmány (1806-1866) scrisse la novella Ladislav (1838), in cui il personaggio del titolo prende la strada più lunga dall'Italia, attraversando la Germania, fino alla zona polacca del Podhale, facendo escursioni alla vetta del Kriváň dove lui e i suoi amici parlano di fratellanza tra gli slavi, cantano trascinanti canti etnico-nazionali e bevono vino Tokaj.
Entrambe le opere possono avere motivato la scalata di Ľudovít Štúr e dei suoi amici nel 1841 che lo ha ispirato a scrivere due poesie pubblicata nel 1842. I poeti romantici divennero ben presto ferventi ammiratori della montagna.
Eugen V. Šparnensis (1827-dopo 1853) indicò il Kriváň come un marcatore della sua patria, gli slovacchi erano "figli del Kriváň" per la poesia di Janko Kráľ, Samo Chalupka vide la montagna come il simbolo del loro posto tra le nazioni.

### Cultura di massa
L'importanza che gli intellettuali cominciarono ad attribuire al Kriváň e l'immagine che essi gli diedero sono stati progressivamente adottati dalla cultura popolare.
Un esempio precoce è stato il poema Hej, pod Kriváňom ("Sì, sotto il Kriváň"); originariamente: Hej, pod Muráňom) di Samuel Tomasik (1813-1887), che fu considerato un'anonima canzone popolare ed è talvolta descritto come un album popolare. Allo stesso modo, la poesia polacca Krywaniu, wysoki Krywaniu! ("Kriváň, alto Kriváň!") di Kazimierz Przerwa-Tetmajer è stata etichettata come una canzone popolare e l'autore dei versi non fu accreditato come tale quando, nel 1972, venne pubblicata, dai Skaldowie, la sua versione rock

### Arti visive
Il cortometraggio Na stenou Severnou Kriváň, ("Sulla parete nord del Kriváň", 1947) diretto da Karol Skřipský con musiche originali di Simon Jurovský documentò la prima salita invernale del versante nord del Kriváň, che, a differenza delle pendici meridionali del massiccio, richiede tecniche di arrampicata. La montagna fa da vetrina e da cornice a numerosi film tra cui (Zem rodná ("Terra natia"); dir Josef Mach, 1954). Essa è apparsa in numerosi dipinti, tra cui quelli opera di Ján Hala (1946), Miloš Alexander Bazovský (1956), Andrej Dobos (1967), e Ladislav Čemický (1979). Il ruolo del Kriváň nella consapevolezza popolare e nella cultura è stata evidenziata quando un voto su scala nazionale nel 2005, lo selezionò per essere una delle immagini incise sulle monete euro slovacche

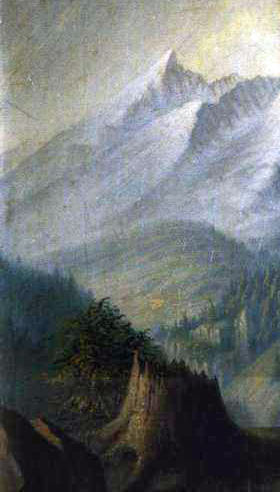
P. M. Bohúň, Kriváň da un grande dipinto, 1849